# Епархия Нитры
Епархия Нитры (лат. Dioecesis Nitriensis) — епархия Римско-католической церкви c центром в городе Нитра, Словакия. Епархия Нитры является самой древней епархией на территории современной Словакии. Считается, что она была образована святым Кириллом во времена Великой Моравии. В настоящее время епархия Нитры входит в митрополию Братиславы. Кафедральным собором епархии Нитры является собор святого Эмерама.

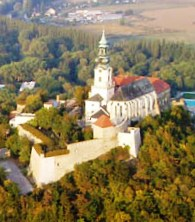
Собор святого Эмерама

## История
В июне 880 года Святой Престол учредил епархию Нитры, выделив её из епархии Регенсбурга.
В 1107 году епархия Нитры вошла в митрополию Эстергома.
2 сентября 1937 года Римский папа Пий XI выделил епархию Нитры из митрополии Эстергома, подчинив её напрямую Святому Престолу.
30 декабря 1977 года епархия Нитры вошла в митрополию Трнавы-Братиславы.
Во время правления коммунистической власти в Словакии в Нитре действовала единственная разрешённая католическая семинария на всей территории страны.
14 февраля 2008 года Святой Престол произвёл реорганизацию епархий в Словакии. При этом северная часть епархии Нитры отошла к новой епархии Жилины. В этот же день епархия Нитры вошла в новую митрополию Братиславы.

## Ординарии епархии
- епископ Вихинг (880—891)
- Anonymus (900—906)
- епископ святой Бестридий (1005 — 27.09.1047)
- епископ Герваз (1106 — ?)
- епископ Николай I (1133)
- епископ Павел Шавол (1137- ?)
- епископ Ян I (1156 — ?)
- епископ Томаш I (1165 — ?)
- епископ Эдуард (1168—1198)
- епископ Ян II (1204—1215)
- епископ Винцент I (1220—1222)
- епископ Якоб I (1223—1240)
- епископ Адам I (1241—1241)
- епископ Бартоломей (1242—1243)
- епископ II (1244—1252)
- епископ Николай II (1253—1255)
- епископ Винцент II (1255—1272)
- епископ Филипп I (1272 — ?)
- епископ Петер (1279—1281)
- епископ Пасхаз (1281—1297)
- епископ Ян III (1302—1328)
- епископ Мешко Бытомский (1328—1334) — назначен епископом Веспрема
- епископ Витус-де-Кастроферрео (11.05.1334 — около 1347)
- епископ Миклош Кесей (23.05.1347 — 11.01.1350) — назначен епископом Загреба
- епископ Штефан (11.01.1350 — 10.02.1367) — назначен архиепископом Калочи
- епископ Ладислав I (26.02.1367 — 27.02.1372) — назначен епископом Веспрема
- епископ Доминик де Новолоко (27.10.1372 — 1384)
- епископ Деметр I (1387 — 25.10.1387) — назначен епископом Веспрема
- епископ Грегор I (24.10.1388 — 1392)
- епископ Михаил II (10.03.1393 — 1399)
- епископ Петер II (16.06.1399 — 1403)
- епископ Гинко (1404—1427)
- епископ Юрай (1.06.1429 — 1437)
- епископ Денеш Сечи (21.04.1438 — 5.06.1439) — назначен епископом Эгера
- епископ Ладислав II (1440—1447)
- епископ Николай IV (15.10.1449 — 1456)
- епископ Альберт Гангач (1458 — 16.06.1458)
- епископ Элиаш (1460—1463)
- епископ Томаш Дебрентей (13.01.1463 — 1480)
- епископ Грегор II (1.10.1484 — 1492)
- епископ Антон (2.01.1493 — 1500)
- епископ Николай де Бачка (5.06.1501 — 21.06.1503) — назначен епископом епархии Трансильвании
- епископ Жигмонд Турзо (4.08.1503 — 15.11.1504) — назначен епископом епархии Трансильвании
- епископ Штефан Подманицкий (19.12.1505 — 1530)
- епископ Ян Турзо (1530—1550)
- епископ Франтишек Турзо (4.07.1550 — 1557)
- епископ Павел Абстемиус-Боннемисса (17.07.1560 — 1579)
- епископ Закариаш Моссочи (7.10.1583 — 10.04.1586)
- епископ Иштван Фейеркови (19.12.1588 — 7.06.1596) — назначен архиепископом Эстергома
- епископ Ференц Форгач (2.08.1599 — 5.11.1607) — назначен архиепископом Эстергома
- епископ Штефан Жухай (1607 — 9.06.1608)
- епископ Валентин Лепеш (16.09.1609 — 1619) — назначен архиепископом Калочи
- епископ Ян Телегди (март 1619 — сентябрь 1644)
- епископ Штефан Бошнак (1644 — 23.09.1644)
- епископ Янош Пюски (13.09.1644 — 1648)
- епископ Юрай Селепчени Похронец (11.03.1652 — 22.08.1667)
- епископ Леопольд Карл фон Коллонич (30 апреля 1668 — 19 мая 1670) — назначен епископом Винер-Нойштадта
- епископ Томаш Палффи (14.12.1671 — 6.05.1659)
- епископ Ян Губасочи (13.05.1680 — 10.04.1686)
- епископ Петер Коромпай (24.11.1687 — 12.05.1690)
- епископ Якуб Гашко (6.06.1690 — 1691)
- епископ Блажей Яклин (26.11.1691 — 19.10.1695)
- епископ Ладислав Матяшовски (18.06.1696 — 10.05.1705)
- епископ Ладислав Адам Эрдёди (21.02.1706 — 10.05.1736)
- епископ Йоганн Эрнст Харрах (30.09.1737 — 16.12.1739)
- епископ Имрих Эстерхази (29.05.1741 — 29.11.1763)
- епископ Ян Густини-Зуброглавски (29.11.1763 — 31.01.1777)
- епископ Антон де Ревай (18.09.1780 — 26.12.1783)
- епископ Франтишек Ксавьер Фукс (10.03.1788 — 20.08.1804) — назначен епископом Эгера
  - Sede vacante (1804—1808)
- епископ Йозеф Клух (11.07.1808 — 31.12.1826)
- епископ Йожеф Вурум (17.09.1827 — 2.05.1838)
- епископ Имрих Палугиай (18.02.1839 — 27.07.1858)
- епископ Агостон Роскованьи (15.04.1859 — 24.02.1892)
- епископ Имрих Бенде (19.01.1893 — 26.03.1911)
- епископ Вилмош Баттьяни (18.03.1911 — 16.12.1920)
- епископ Кароль Кметько (13.11.1920 — 22.12.1948)
- епископ Эдуард Нечеи (1949 — 19.06.1968) — апостольский администратор
  - Sede vacante (1968—1973)
- епископ Ян Паштор (19.02.1973 — 8.11.1988)
- кардинал Ян Хризостом Корец (6.02.1990 — 9.06.2005)
- епископ Вилиам Юдак (9.06.2005 — по настоящее время)

## Источник
- Annuario Pontificio, Libreria Editrice Vaticana, Città del Vaticano, 2003, ISBN 88-209-7422-3
- Булла Ad ecclesiastici, AAS 29 (1937), стр. 366  (лат.)